# お台場探偵羞恥心 ヘキサゴン殺人事件
『〜クイズ!ヘキサゴンII真夏のドラマ特別編〜 お台場探偵羞恥心 ヘキサゴン殺人事件』（おだいばたんていしゅうちしん・ヘキサゴンさつじんじけん）は、2008年8月6日の19:00 - 20:54にフジテレビジョン系列にて放送された単発スペシャルのテレビドラマである。視聴率：16.7%。
『クイズ!ヘキサゴンII』のスピンオフ企画であり、羞恥心の3人を主役にした、コメディ仕立てのサスペンスドラマである。2008年12月17日にDVDが発売された。
はじめの30分程度は台本を全く使わない普段の番組と同じクイズ形式で「21人で一斉早押し!早抜けクイズ」が行われた。早抜けクイズ終了後からドラマ本編に入る流れであり、ドラマはヘキサゴン収録中の局内で起こった「ラサール石井殺人事件」の解明に奔走する羞恥心の活躍を描いている。

## ドラマキャスト

### ヘキサゴンレギュラー
全員本人役での出演である。中村、崎山、カシアスの3人以外は全員解答者、中村、カシアス（島田紳助）はMCとしてクイズにも出演している。
- 羞恥心（つるの剛士・上地雄輔・野久保直樹）
- 柳沢慎吾
- ラサール石井（コント赤信号）
- 小島よしお
- Pabo（里田まい・スザンヌ・木下優樹菜）
- 波田陽区
- アンガールズ（山根良顕・田中卓志）
- 香田晋
- クリス松村
- 金剛地武志
- 中村仁美
- 崎山一葉
- カシアス島田

### クイズのみの出演
- 村田満
- 板東英二
- 品川祐（品川庄司）
- 安田美沙子
- misono
- 小林はるか
- 南明奈

### ゲスト
- 腰原あけみ（ラサール石井のマネージャー・上地の先輩） - 釈由美子
- 神原田孝（ヘキサゴン番組プロデューサー） - 神保悟志
- 中澤英治（羞恥心のマネージャー） - 甲本雅裕
- 水吉昌正（バラエティ制作部部長） - 松澤一之
- フジテレビ局内警備員 - 横山あきお、林修司
- 刑事 - 長江英和、徳井優
- ひろこ（あけみの娘） - 大森絢音
- 謎の中国系組織ボス - 水谷あつし
- 羞恥心の追っかけ - 野口聖古、佐藤椛、高原コマキ、山口みよ子
- ハイヤー運転手 - 温水洋一
- フジテレビ医務室の医師 - 寺脇康文
- カーニバル三浦島（振付師） - 田中要次
- 山本裕典（本人役）
- スザンヌマネージャー - 神原孝

## その他
- 最初に行われた「21人で一斉早押し!早抜けクイズ」で、おバカタレントとして知られるつるのと野久保がそれぞれ最初から2番目、3番目に正解して抜けるという波乱が起こった。そのためつるのが正解した際に急遽「本日のヘキサゴンはドラマを放送しますが、このクイズ部分に台本はありません」と、野久保が正解した際に「まだドラマはスタートしていないので、このクイズ部分に台本はありません」とそれぞれテロップが出ていた。
- 2008年の年末に緊急再放送が行われた際はクイズ部分と本編部分の左上に『ヘキサゴンII3HSP!1月2日（金）夜7時放送!!』と書かれたテロップが表示された。
- つるの剛士は『ウルトラマンダイナ』以来の11年ぶりのテレビドラマ主演となった。

## スタッフ
- 監修 - 島田紳助
- チーフプロデューサー - 神原孝
- プロデュース - 関卓也、樋口徹、西雅史、小沢英治
- 演出 - 関卓也
- ドラマ脚本 - 小笠原英樹、徳尾浩司
- ドラマ撮影監督 - 津田豊滋
- アクションコーディネーター - 釼持誠
- 制作協力 - D:COMPLEX、FCC

## DVD
2008年12月17日発売。通常版（3675円）とSpecial Edition(限定版)（6090円）とがある。

### DVD収録内容

#### 通常版
DVD1枚
- 本編（70分）[2]

#### Special Edition（限定版）
DVD2枚組（本編+特典映像）
- 1枚目（本編）
  - 本編（70分）
- 2枚目（特典映像）
  - メイキング（70分）
  - 「羞恥心とPaboとゆかいな仲間達」ライブ映像
  - 羞恥心3ショットメッセージ

### DVD特典
- 通常版
  - ブロマイド1枚
- Special Edition（限定版）
  - 特製フォトスタンド、ブロマイド1枚、特典映像

### DVD音声
- いずれも、日本語DDステレオ。